# Johanna Eck
Johanna Eck, nata Opitz (Berlino, 4 gennaio 1888 – Tempelhof, 27 settembre 1979), è stata una donna tedesca che, durante la seconda guerra mondiale, salvò quattro persone, tra cui due ragazzi ebrei, dall'arresto da parte dei nazisti, venendo poi riconosciuta come una giusta tra le nazioni da Yad Vashem per il suo atto di altruismo.

## Biografia

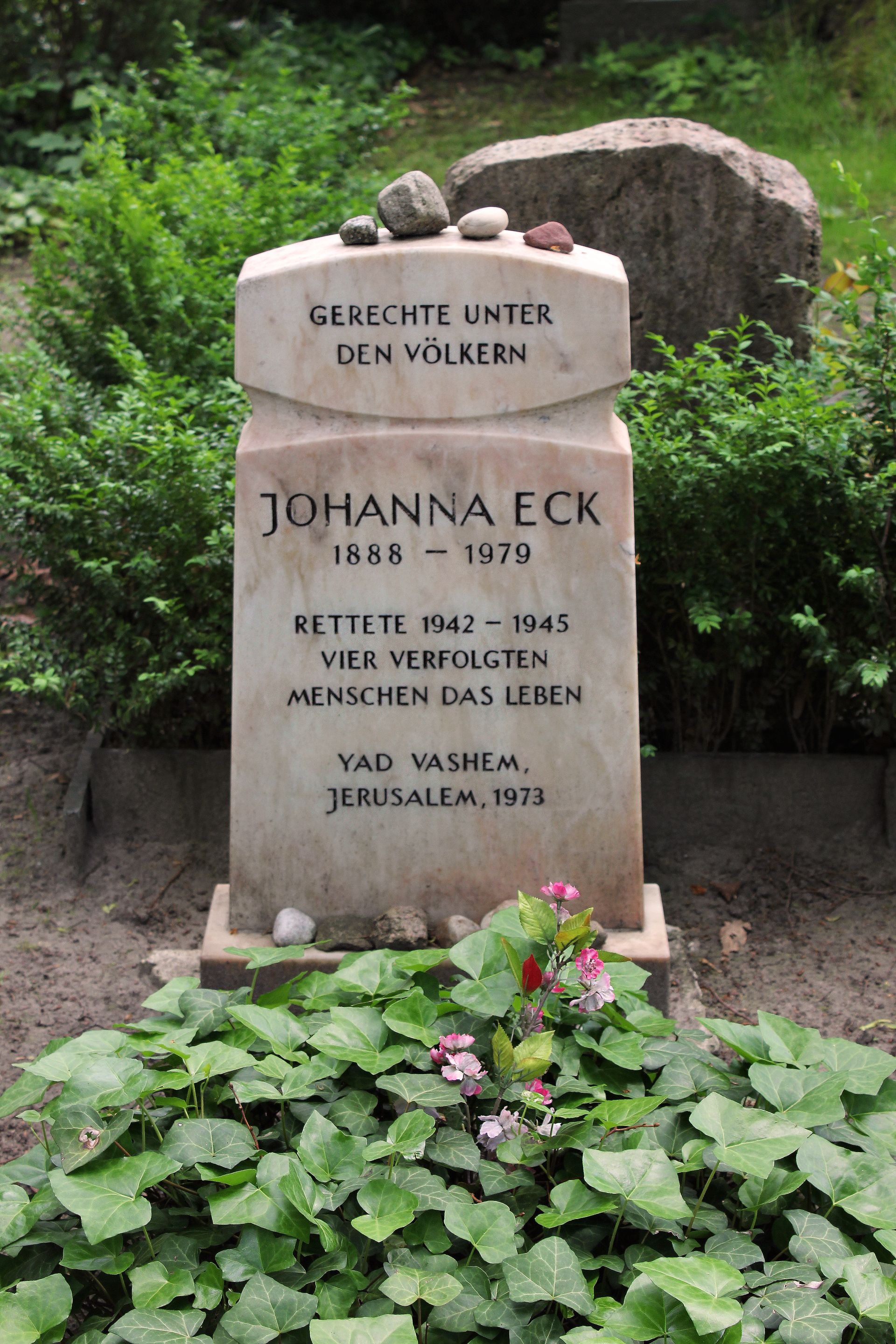
La tomba di Johanna Eck

Johanna Eck, nata a Berlino nel 1888, era la vedova di un soldato caduto nella prima guerra mondiale, che aveva avuto come compagno d'armi tale Jakob Guttmann, un ebreo, il quale, perseguitato dai nazisti, nel 1942 fu deportato nei campi di concentramento a est della Germania, assieme alla moglie e a quasi tutti i suoi figli; nessuno di loro fece mai più ritorno. L'unico figlio di Jakob che riuscì a scampare all'arresto fu il giovane Heinz, che rimase a Berlino vagando per le strade senza una meta e senza tessere annonarie con cui procurarsi da mangiare. Molti di coloro a cui chiese aiuto si rifiutarono di aver a che fare con un ebreo clandestino, per paura di essere perseguitati anch'essi dal regime; ma non Johanna Eck, che verso la fine di febbraio del 1943 si offrì di ospitarlo nella sua casa e di comprargli da mangiare, almeno fino al novembre dello stesso anno, quando un bombardamento distrusse la casa della donna e la costrinse a nascondere il ragazzo altrove, continuando però a rimanere in contatto con lui e a procurargli le tessere annonarie.
Successivamente Johanna nascose anche Elfriede Guttmann, una ragazza ebrea (non imparentata con Heinz), e due perseguitati politici: il giornalista Wilhelm Duesberg e la compositrice Helen Tobias-Duesberg. Elfriede sopravvisse alla guerra, ma morì poco tempo dopo, il 1º giugno 1946, per cause naturali. La Eck rimase al suo capezzale fino alla fine, e in seguito pagò di tasca propria la fabbricazione della lapide di Elfriede al cimitero di Berlin-Weissensee, facendoci aggiungere anche i nomi dei genitori Markus e Sarah e del fratello Heinz, assassinati durante l'Olocausto.
L'11 dicembre 1973, Johanna Eck fu riconosciuta dallo Yad Vashem come giusta tra le nazioni. Morì nel 1979 e fu sepolta in una tomba d'onore al cimitero di Sankt-Matthias, a Berlino-Tempelhof.
Una scuola secondaria di Berlino-Tempelhof è stata intitolata a Johanna Eck durante l'anno scolastico 2014-15.